# 绿玉髓
綠玉髓（英語：chrysoprase，英文单词来自希腊语chrysos和prason，意思是黄金和韭菜。），中國等華人圈俗稱澳洲玉。玉髓二氧化矽結晶本身是無色，若含銅則為藍玉髓（俗稱台灣藍寶），含鎳則為綠玉髓。由於二氧化矽結晶，是為多晶體，所以內涵物雜質較多，更因如此，顏色好，淨度佳的綠玉髓價格極高，非同以往所聞。
市面上所聞之綠玉髓，大多產於澳洲昆士蘭以及沿海地區，顏色成色為二氧化矽與鎳，這是在市面上廣為流傳的綠玉髓，顏色為蘋果綠至深綠色。而澳洲中部以及西部沙漠地區，亦有綠玉髓的蹤影，當地氣候炎熱，所產的綠玉髓質地穩定具收藏價值。因此選購綠玉髓，若是通透，色澤又足，目前的市場價格可以走至80塊美元到450塊美元一克拉不等。澳洲產的綠玉髓，由於大多色澤均勻細緻，因此深受歐洲珠寶名家的喜愛。
華人市場近年來，亦有一種新興綠玉髓流行，稱作為「鉻」綠玉髓，香港俗稱翡翠藍寶，此種綠玉髓產地為非洲辛巴威一帶，顏色深，類似祖母綠的顏色而部分通透，質地好的鉻綠玉髓呈陽綠色，市場價格也持續在上揚階段，在亞洲華人地區頗受歡迎。

## 產地
镍綠玉髓產地有：澳大利亞、德國、波蘭、俄罗斯、美國、巴西、日本西部、而台灣花東是以含矽孔雀石(銅礦的一種次生物)的綠玉髓。至於鉻綠玉髓，目前發現的產地有辛巴威、馬達加斯加、南非、俄羅斯。

## 外部連結
- Mindat.org （页面存档备份，存于）
- 昆士蘭政府網站